# Whatcote
Whatcote – wieś w Anglii, w hrabstwie Warwickshire, w dystrykcie Stratford-on-Avon. Leży 19 km na południe od miasta Warwick i 120 km na północny zachód od Londynu.